# Alejandro Pérez
Alejandro Pérez Macías (ur. 27 marca 1975 w mieście Meksyk) – meksykański piłkarz występujący na pozycji pomocnika, trener piłkarski.